# Fortress Investment Group
Die Fortress Investment Group LLC ist eine amerikanische Investmentgesellschaft (Rechtsform Limited Liability Company) mit Sitz in New York City. Ihre Geschäftsfelder sind Private Equity, Grundstücksgeschäfte und Eisenbahn-Investitionen, wobei sie 2007 in Spielbanken und Pferderennen einstieg. Die Gesellschaft war am 9. Februar 2007 der erste am New York Stock Exchange gehandelte Hedgefonds.
Der Fonds hat weltweit etwa 400 Mitarbeiter und verwaltet ein Beteiligungskapital von etwa 36 Milliarden US-Dollar (Stand: 31. März 2007). 2005 erwirtschaftete er 192,7 Mio. USD Gewinn. Fortress gehört zu den großen Private-Equity-Gesellschaften weltweit und hat sich auf Buy-Outs von Unternehmen mit werthaltigem Anlagevermögen spezialisiert.

## Geschichte
Fortress Investment Group LLC wurde 1998 als private Vermögensverwaltung von Wesley R. Edens, ehemals BlackRock-Partner, sowie Robert Kauffman und Randal A. Nardone, beide zuvor UBS-Manager, gegründet. 2002 traten als Mitgesellschafter Peter Briger und Michael Novogratz von Goldman Sachs ein. Das Geschäft expandierte bald in Hedgefonds, Grundstücksgeschäfte und Schuldenabsicherung und steigerte zwischen 1999 und 2006 seine Einlagen um 39,7 %.
Ende September 2006 hielt die Gesellschaft 17,5 Mrd. USD in private equity, 9,4 Mrd. in Hedge-Fonds und verwaltete zwei öffentlich gehandelte Investmentgesellschaften: Newcastle Investment Corp. und Eurocastle Investment Ltd. Im selben Jahr zahlte Fortress dem Präsidentschaftsbewerber der Demokraten 2008 und Senator John Edwards, der selbst 16 Mio. investiert hat, 479.512 Dollar für einen Teilzeit-Job.
Fortress hat einige Privateinlagen in öffentlich gehandelte Gesellschaften eingebracht, so GateHouse Media (Zeitungen), Aircastle Ltd. (Flugzeughandel und -vermietung) und „Brookdale Senior Living Inc.“
Florida East Coast Industries (FECI), Betreiber des Florida East Coast Railway, wurde im Mai 2007 für 3,5 Mrd. USD gekauft. Zusammen mit Centerbridge Partners LP kaufte Fortress am 15. Juni 2007 den Aktionären „Penn National Gaming“ für 6,1 Mrd. USD ab und übernahm dabei 2,8 Mrd. Schulden des Spielbankbetreibers.
2007 erwarb Fortress Anteile am Patent-Troll IPCom. 2014 wurde die Reste der Bahngesellschaft Montréal, Maine and Atlantic Railway übernommen und werden seitdem als Central Maine and Quebec Railway betrieben.
Im Jahr 2012 folgte eine verdeckte Beteiligung am Unternehmen Manwin des deutschen Unternehmers Thylman über anfangs gewährte Darlehen.
Im Jahr 2017 wurde das Unternehmen von der japanischen Softbank Group Corp. für 3,3 Mrd. Dollar gekauft.

## Fortress Deutschland
Die deutsche Tochtergesellschaft ist die Fortress Deutschland GmbH in Frankfurt am Main. Gemäß seiner Ausrichtung hat Fortress in den letzten Jahren stark in den deutschen Markt für Wohnimmobilien investiert, wobei Fortress kein reiner Immobilieninvestor ist. Wie bei anderen Finanzinvestoren erfolgen die Ankäufe entsprechend der Geschäftsidee mit vergleichsweise geringem Eigenkapitaleinsatz. Die Immobilientöchter müssen für die Schulden aufkommen und Sonderdividenden ausschütten, anschließend werden sie umgebaut und weiterverkauft.
Im September 2004 erwarb Fortress die GAGFAH (unter anderem mit 81.000 Wohnungen) von der damaligen Bundesversicherungsanstalt für Angestellte (BfA) für rund 3,5 Milliarden Euro. In Stuttgart wurden daraufhin die Mieten um die maximal zulässigen 20 % erhöht.
Im Juli 2005 kaufte Fortress die NILEG Immobilien Holding (bestehend aus der Wohnungsbau Niedersachsen, WG Norden und der Osnabrücker Wohnungsgesellschaft) mit 28.500 Mietwohnungen im Eigenbestand von der NORD/LB für 1,5 Milliarden Euro. Im März 2006 erwarb Fortress die WOBA Dresden (47.000 Wohnungen, jeder fünfte Dresdner lebt in einer Wohnung der WOBA) von der Stadt Dresden für 1,75 Milliarden Euro.
Obgleich es sich hierbei um große Transaktionen von jeweils mehreren tausend Wohneinheiten handelte, kauft Fortress auch kleinere Portfolios und integriert diese in den bestehenden Wohnungsbestand. Fortress brachte 2006 die GAGFAH SA als Holding der erworbenen Portfoliounternehmen an die Börse. Im Rahmen der Vorbereitungen auf den Börsengang würden dabei Synergien zwischen den Portfoliounternehmen realisiert, betriebsbedingte Kündigungen fänden jedoch nicht statt.